# Cal Rei Vinyes
Cal Rei Vinyes és una masia de Celrà (Gironès) inclosa a l'Inventari del Patrimoni Arquitectònic de Catalunya.

## Descripció
És una masia de planta rectangular amb cossos afegits: cobert-pallissa lateral i porxo al costat de la porta, de planta baixa i pis seguint la tipologia funcional agrícola. Teulat a doble vessant. Maçoneria de carreus de diferent mida, alguns semi escairats.
Té la porta dovellada. Finestra de llinda plana a sobre, amb trencaaigües motllurat i marc al biaix, de carreus ben treballats i polits, com la finestreta superior. Al costat s'han emprat llindes d'una finestra gòtica com a pedres de paret, que fa intuir una segona fase de construcció de la masia, aprofitant peces de la primera o d'altres llocs.
La masia és de tres crugies i l'interior és de voltes bastant amples amb biguetes metàl·liques. La façana es troba orientada a llevant.
Actualment es fa servir com a turisme rural, i és propietat d'Empar Vaqué i Boix, de la família Vaqué, nissaga d'empresaris que van fundar inoxcrom i CEVASA.